# A Magyar Nyelv Múzeuma
A Magyar Nyelv Múzeuma Magyarország egyetlen anyanyelvi múzeuma. 2008. április 23-án nyílt meg Széphalmon (Sátoraljaújhely városrésze).

## Koncepciója
Az intézmény ötletét Pásztor Emil, az Egri Tanárképző Főiskola tudós nyelvésze vetette fel 1994-ben a Kazinczy Ferenc Társaság közgyűlésén.
A múzeum az anyanyelvi kultúrát közvetíti, bemutatva a magyar nyelv történeti útját, a nyelvtudomány eredményeit, a nyelvek és nyelvváltozatok egymásra hatását. Saját és más közgyűjtemények anyagaira alapozva állandó és időszakos kiállítások, kutatások, közművelődési lehetőségek helyszíne.
Az épületben három kiállítótér, könyvesház, szemináriumi terem kapott helyet, valamint egy előadóterem száz kényelmes ülőhellyel, korszerű hang- és fénytechnikával, amely alkalmassá teszi hangversenyek, kulturális találkozók, irodalmi estek megrendezésére is. A kutatók munkáját nyelvtudományi szakkönyvtár, adattár, elektronikus médiatár, számítógépes infrastruktúra segíti.

## Megépítése
A Magyar Nyelv Múzeuma Széphalmon, Kazinczy Ferenc mauzóleuma mellett, a nyelvújító gyümölcsösének helyén áll. Épületét Radványi György Ybl-díjas sátoraljaújhelyi születésű építész, a Budapesti Műszaki Egyetem docense tervezte. 
Az 1566 m²-es múzeum három nagyobb egységből áll:
- Az első egység a nyelvművelés-történeti kiállítás magját képező, de nagyobb konferenciák és például a szépkiejtési versenyek megrendezésére is alkalmas fórum. Egy tető alatt különálló egységekként áll a fórum és a kisebb termek. Az intézményben kávézó is üzemel, és kiadványok, könyvek is vásárolhatók.

- A második egység a kutatóközpont, ahol a nyelvészek nyugodt körülmények között dolgozhatnak.

- A harmadik egység a park, ahol a nyelvcsaládok fái között a magyar nyelvművelés legnagyobb alakjairól készült, lehetőleg életnagyságú szobrok felállítását is tervezik.

Küllemét tekintve a múzeum az időtállóságot hangsúlyozza. Ezért sok, nyerskőből és téglából húzott falat képzelt el a régi magyar várak mintájára Radványi György, aki a hely szelleméhez illően néhány klasszicista elemet is belecsempészett az épületbe. Az építkezés 700 millió forintból valósult meg.

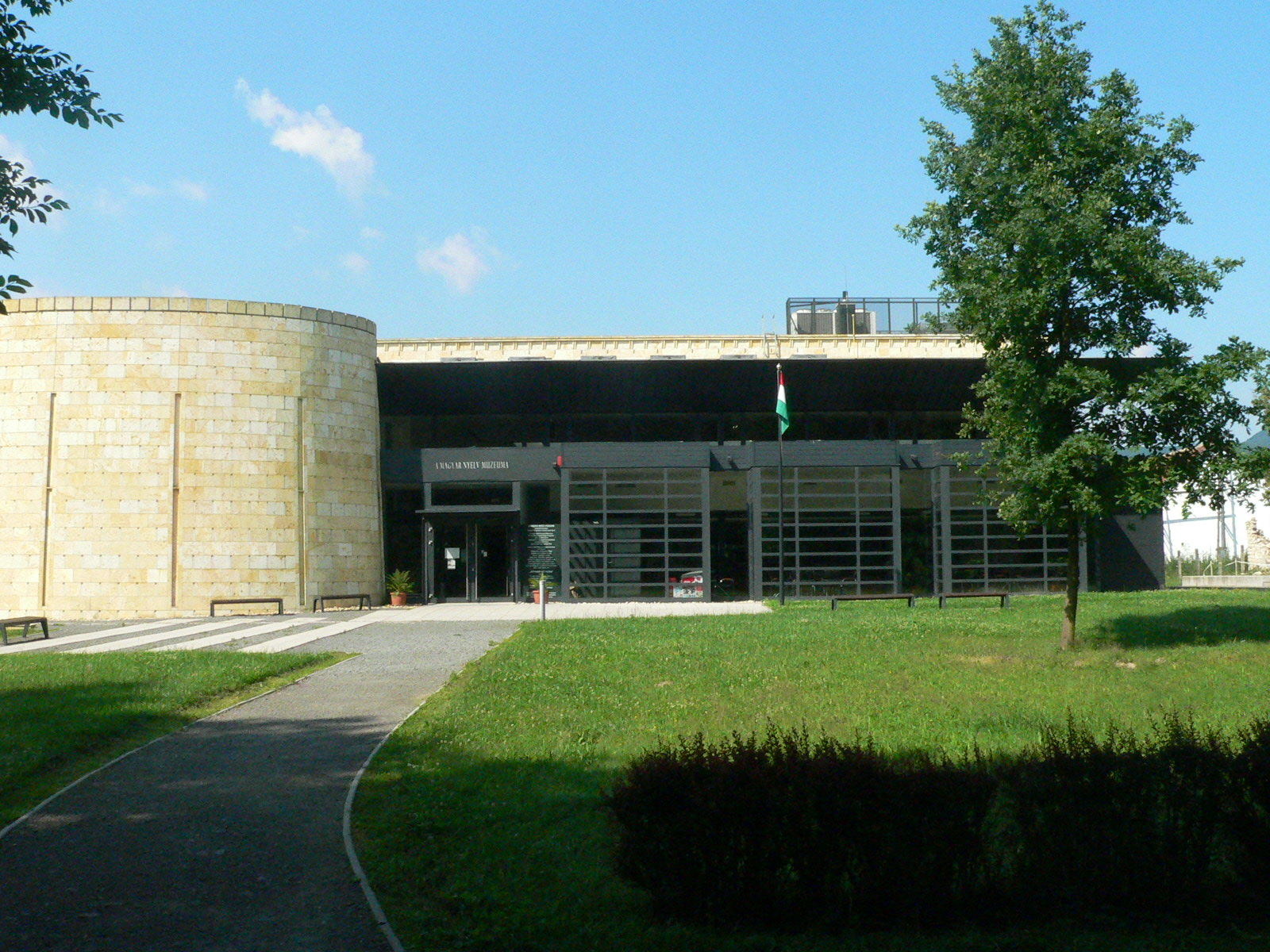
A múzeum bejárata
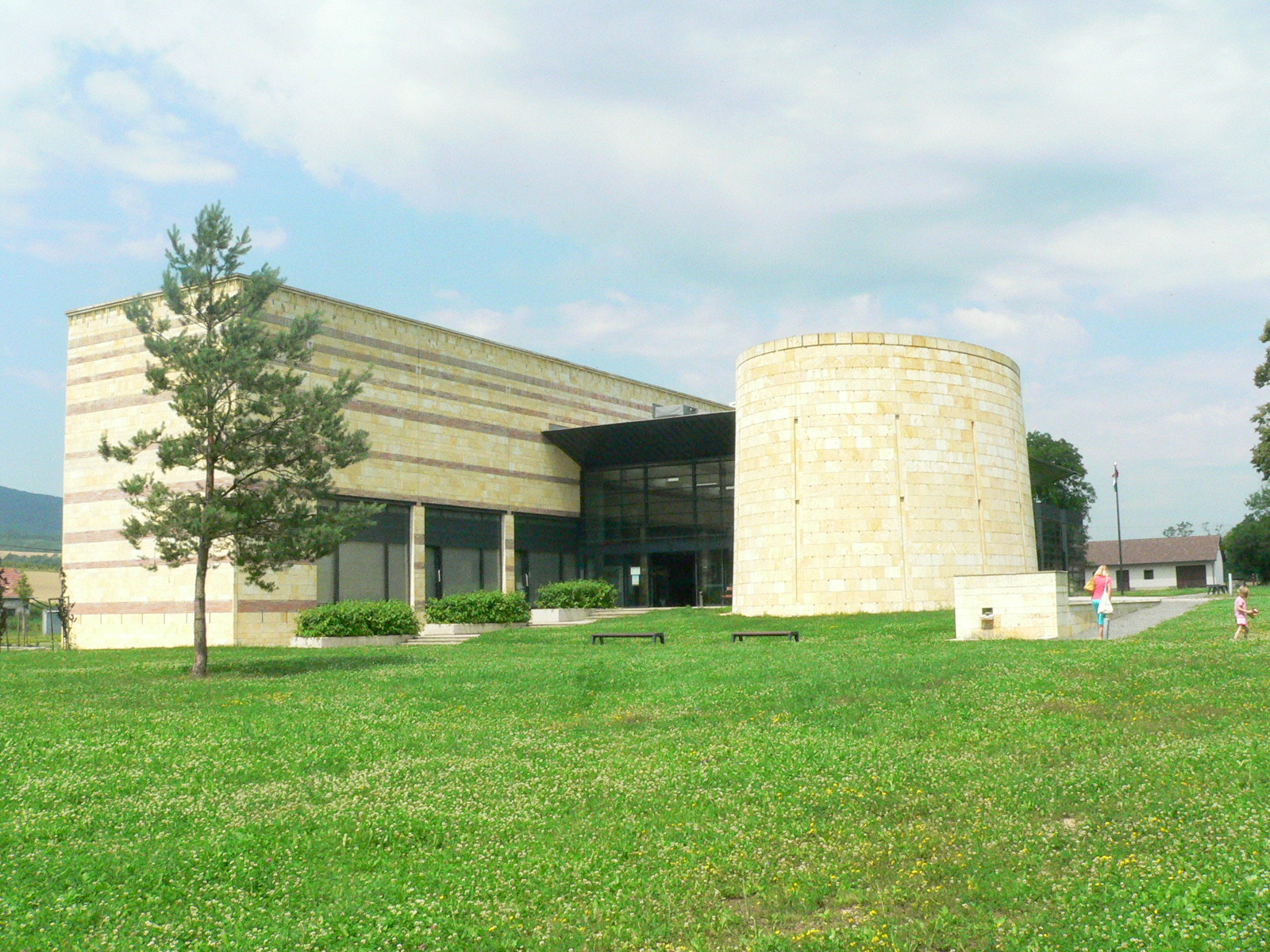
A múzeum épülete

## Megnyitója
2008. április 23-án nyitotta meg kapuit. A múzeumot Sólyom László köztársasági elnök avatta fel. Jelen volt Vizi E. Szilveszter, a Magyar Tudományos Akadémia akkori elnöke, a nyelvújító író Stockholmban élő 79 éves ükunokája, Kazinczy Ferenc, valamint több, határon túli anyanyelvápoló szervezet elnöke is. A megnyitó napján tudományos konferenciát tartottak a magyar nyelvről, Balázs Géza egyetemi tanár, Bíró Ferenc és Szathmári István professzorok részvételével.

## Kiállítások

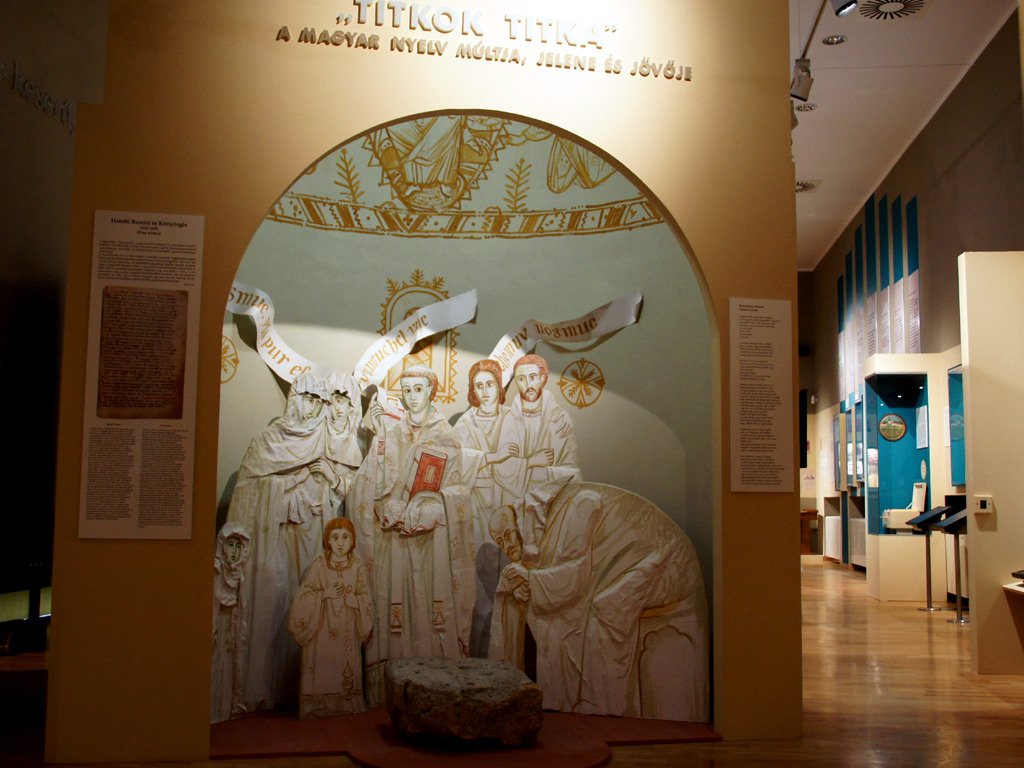
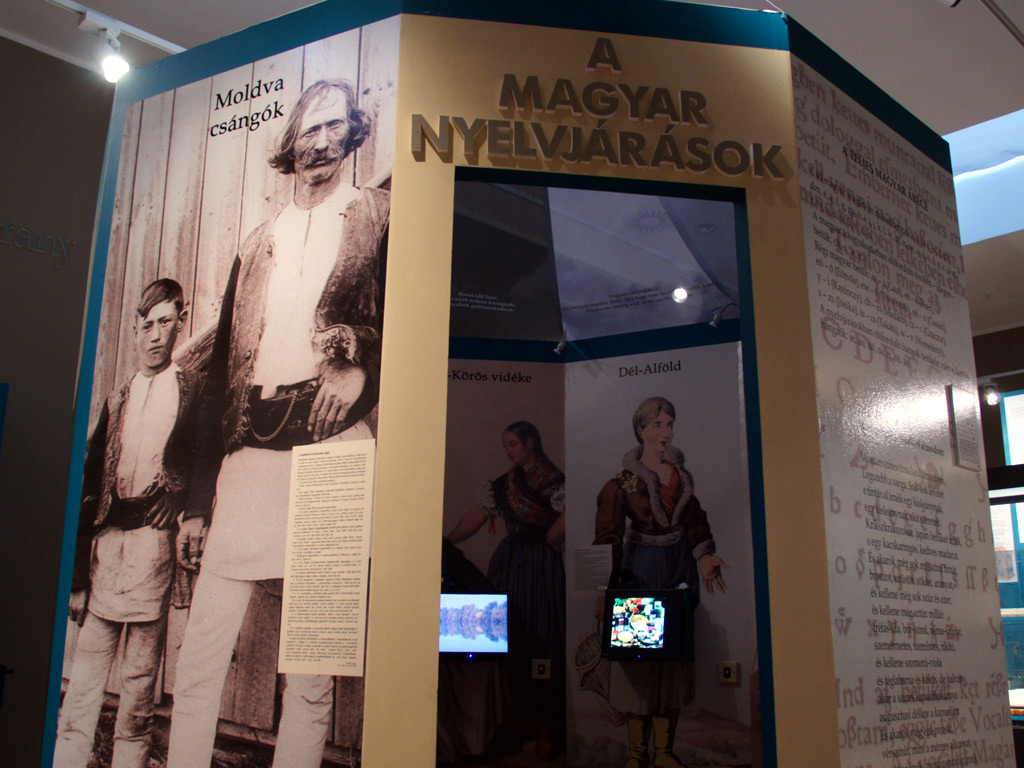
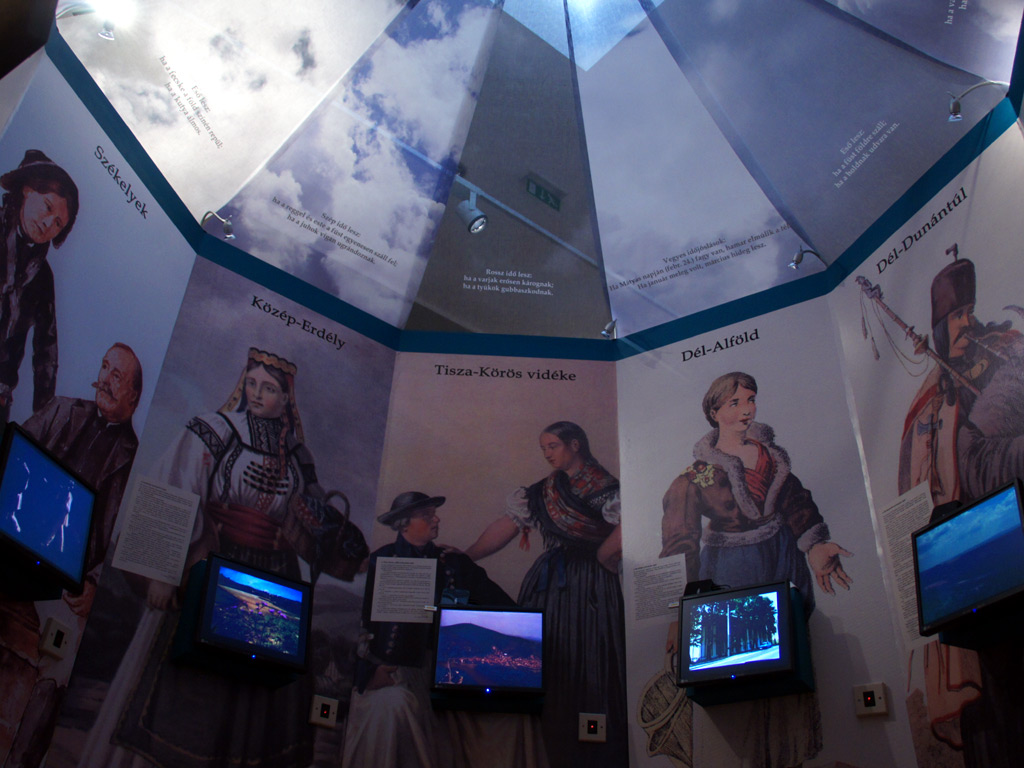
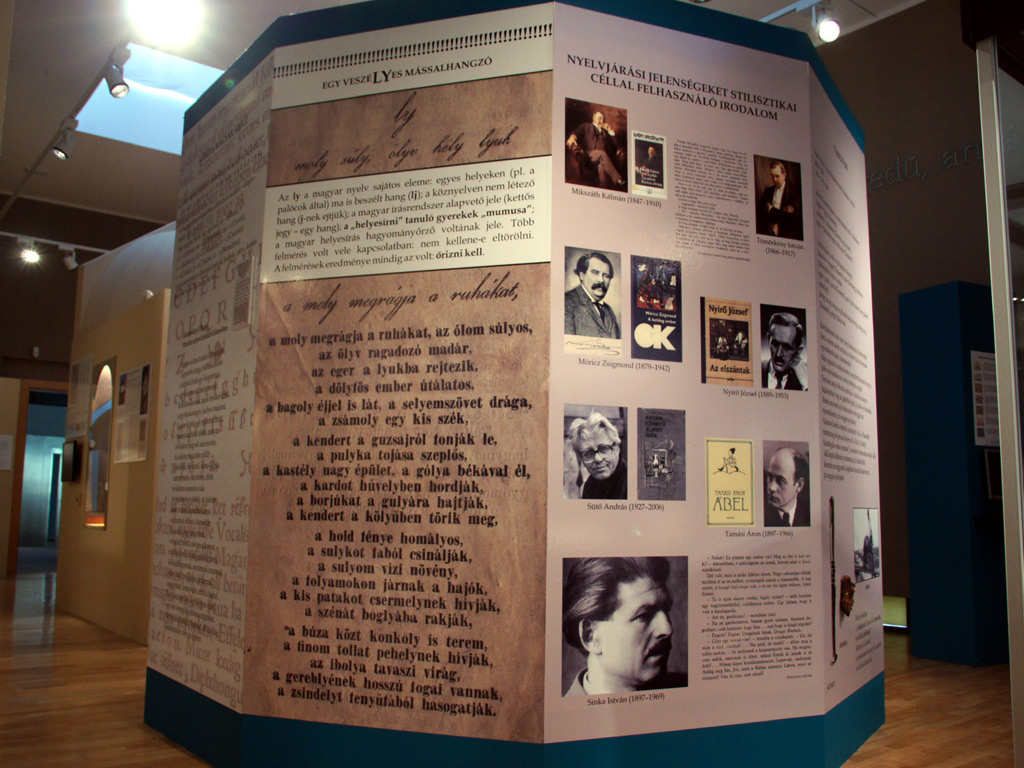
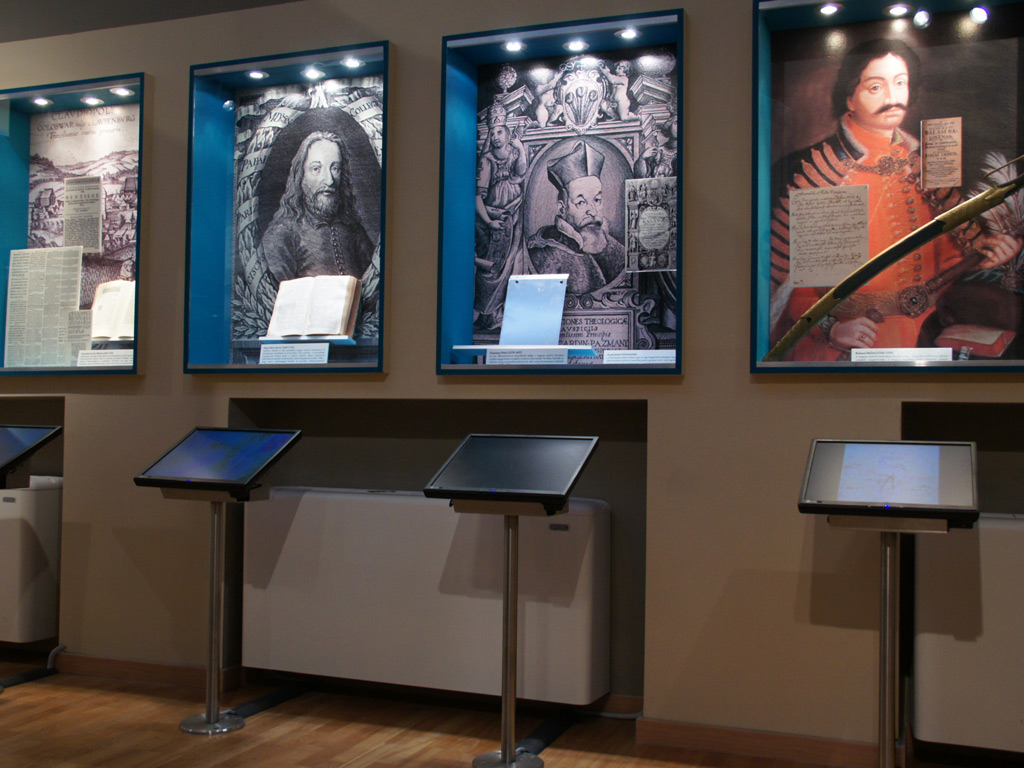
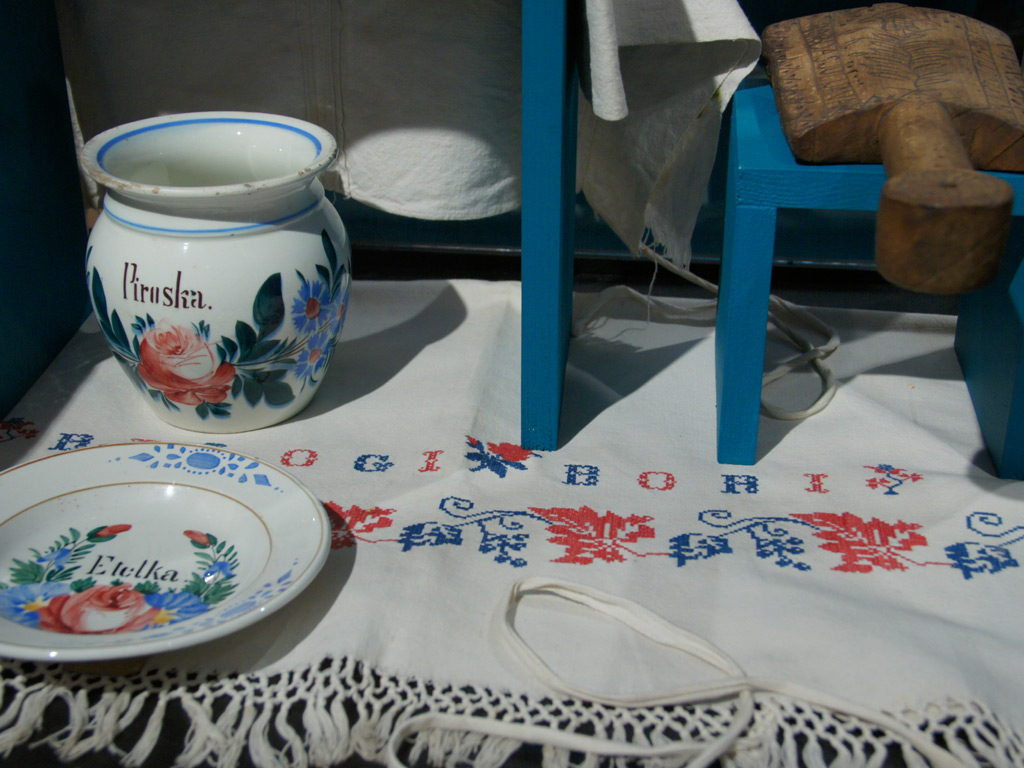
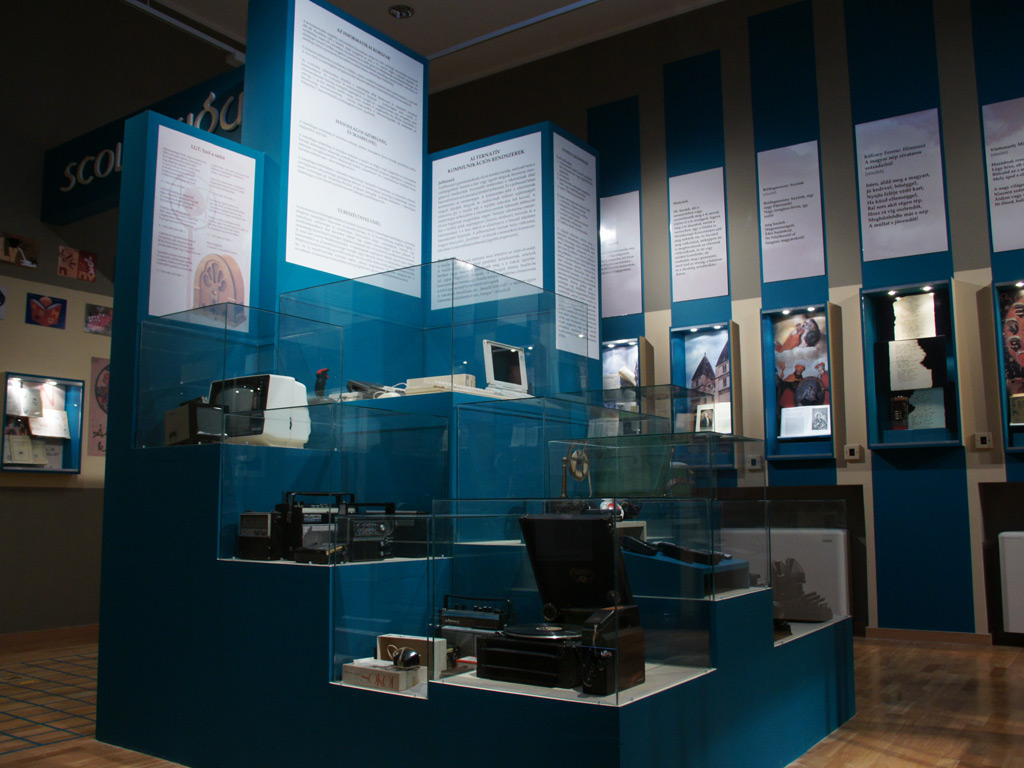
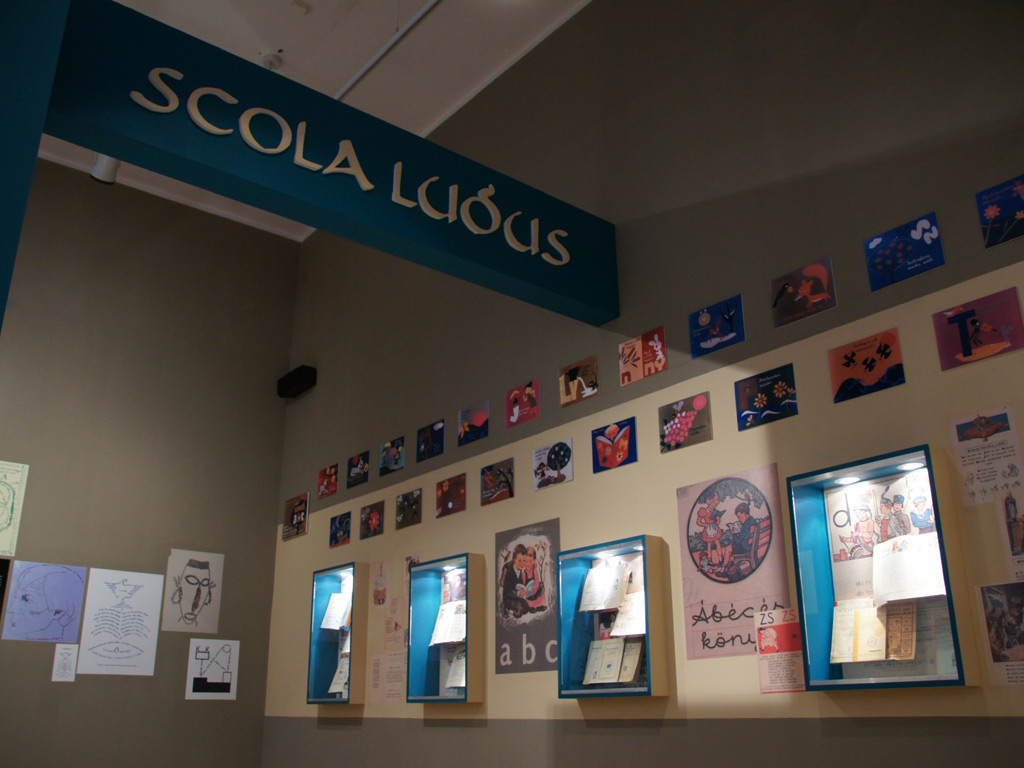